# Diploderma brevicauda
Diploderma brevicauda — вид ігуаноподібних ящірок родини агамових (Agamidae). Ендемік Китаю.

## Поширення і екологія
Diploderma brevicauda мешкають в районі Ліцзяну і Шангрі-Ла на північному заході провінції Юньнань, в горах Гендуаншань. Вони живуть в субтропічних мішаних лісах і вторинних лісах. Зустрічаються на висоті від 2400 до 2700 м над рівнем моря. Ведуть переважно наземний спосіб життя, вдень гріються серед каміння біля підніжжя дерев, вночі сплять на гілках кущів.